# Wraak (boek)
Wraak, ook bekend onder de oorspronkelijk Engelse titel The Revenant: A Novel of Revenge, is een thriller van schrijver Michael Punke. Het boek is gebaseerd op het leven van de 19e-eeuwse avonturier Hugh Glass.

## Inhoud
De 36-jarige avonturier Hugh Glass sluit zich in 1823 aan bij Rocky Mountain Fur Company, een onderneming pelsjagers die de bovenloop van de Missouri afspeurt op zoek naar pelsdieren. Wanneer Glass zich op een dag van de groep afscheidt en op verkenning gaat, wordt hij aangevallen door een grizzlybeer. Zijn collega's vinden zijn bewusteloze lichaam. Ondanks zijn hevige verwondingen is Glass nog steeds in leven. Omdat ze zich op gevaarlijk terrein begeven en de winter op komst is, betaalt de kapitein van de expeditie John Fitzgerald en de jonge Jim Bridger om bij Glass te blijven en hem te begraven zodra hij overleden is. Maar wanneer Fitzgerald in de buurt van hun kamp een vijandige indianengroep opmerkt, besluit het tweetal om Glass te beroven en voor dood achter laten. Wanneer de woedende en machteloze Glass het incident tegen alle verwachtingen in overleeft, begint hij aan een lange en gevaarlijke tocht om wraak te nemen.

## Verfilming
In 2015 werd het boek verfilmd onder de titel The Revenant en bij deze gelegenheid ook opnieuw op de markt gebracht.